# 960 v.Chr.

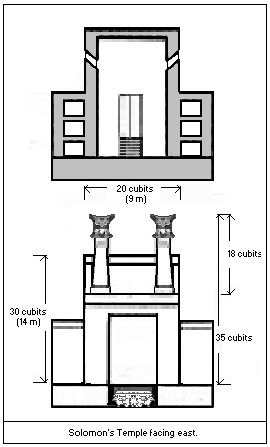
Voorzijde Salomo's tempel (Jeruzalem)

Het jaar 960 v.Chr. is een jaartal volgens de christelijke jaartelling.

## Gebeurtenissen

### Egypte
- Farao Siamun sluit een alliantie met koning Salomo van het koninkrijk Israël.

## Religie
- De Eerste Joodse Tempel in Jeruzalem wordt door Salomo voltooid. (waarschijnlijke datum)